# Fantasy Ride
Fantasy Ride – trzeci studyjny album amerykańskiej piosenkarki Ciary. Płyta ukazała się 3 maja w Wielkiej Brytanii, 5 maja w Stanach Zjednoczonych nakładem Jive Records, RCA oraz LaFace Records.
Na płycie gościnnie wystąpili, m.in. Justina Timebrlake, Ludacrisa, Chrisa Browna, Young Jezzy’ego, The-Dream, Missy Elliott czy T-Pain'a
Album w pierwszym tygodniu sprzedaży zadebiutował na 3. pozycji listy Billboard 200 z łączną sprzedażą 81 tys. kopii.

## Informacje o albumie

### Super C
Fantasy Ride posiada również własnego bohatera. Jest nią Super C, która jest głównym aspektem albumu oraz jego promocji. Ciara powiedziała o Super C iż "jest to jej dziwna i agresywna strona" Jej postać została pokazana w promo-singlu "Go Girl", gdzie Ciara miała na sobie m.in. metalowy kostium Thierry’ego Muglera.
W aranżacji postaci Super C do artworków oraz okładki, Ciarze pomagał znany komiksowy grafik Bernard Chang. Pracowała nad artworkami ok. 9 miesięcy do roku. 5 kwietnia, oficjalna strona artystki opublikowała nowe okładki. Niedługo po tym, wytłumaczyła, kim jest Super C: "Super C to moje bohaterskie imię. To kim jestem. To inna nieznajoma i pełna energii ja, to kim chciałam zostać w moich snach". Oficjalna strona Ciary potwierdziła, iż nowe, komiksowe okładki albumu będą dostępne w Północnej Ameryce, a oficjalny cover znajdzie się z tyłu wraz z listą utworów. Reszta edycji będzie miała podstawową okładkę.

## Lista utworów

### Wersja standardowa
| #   | Tytuł                       | Produkcja | Goście            | Długość |
| --- | --------------------------- | --- | ----------------- | ------- |
| 1.  | "Ciara to the Stage"        | Tricky Stewart, Brandon "Blade" Bowles, Rodney Richard, Jasper Cameron, Ciara Harris                          |                   | 3:45    |
| 2.  | "Love Sex Magic"            | The Y’s (Mike Elizondo, James Fauntleroy, R. Tadross, J. Timberlake)                                          | Justin Timberlake | 3:40    |
| 3.  | "High Price"                | Tricky Stewart, Terius "The-Dream" Nash, Chris "Ludacris" Bridges, Kuk Harrell                                | Ludacris          | 4:02    |
| 4.  | "Turntables"                | Nate "Danja" Hills, Marcella "Ms. Lago" Araica, C. Brown, C. Harris, N. Washington, Candice Nelson, Jim Beanz | Chris Brown       | 4:31    |
| 5.  | "Like a Surgeon"            | Tricky Stewart, The-Dream, Kuk Harrell                                                                        |                   | 4:27    |
| 6.  | "Never Ever"                | Jamal "Polow da Don" Jones, C. Harris, Esther Dean, Elvis Williams, K. Gamble, J. Jenkins, L. Huff            | Young Jeezy       | 4:32    |
| 7.  | "Lover’s Thing"             | Carlos "Los da Mystro" McKinney, The-Dream, Kuk Harrell                                                       | 3:27              |         |
| 8.  | "Work"                      | Danja, M. Araica, C. Harris, M. Elliott                                                                       | Missy Elliott     | 4:05    |
| 9.  | "Pucker Up"                 | Rodney "Darkchild" Jerkins, Kaleena Harper, Osinachi Nwaneri                                                  |                   | 3:52    |
| 10. | "G Is for Girl (A-Z)"       | The Y’s (M. Elizondo, J. Fauntleroy, R. Tadross, J. Timberlake), C. Harris                                    |                   | 3:37    |
| 11. | "Keep Dancin’ On Me"        | Tricky Stewart, The-Dream, Kuk Harrell                                                                        |                   | 3:33    |
| 12. | "Tell Me What Your Name Is" | Luke "Dr. Luke" Gottwald, Benjamin "Benny Blanco" Leven, R. Jackson                                           |                   | 3:38    |
| 13. | "I Don’t Remember"          | L. Taylor, Shaffer "Ne-Yo" Smith, Polow da Don, C. Harris, D. Dalton                                          |                   | 3:47    |

### Dodatkowe utwory
| #   | Tytuł                                                                           | Produkcja | Goście            | Długość |
| --- | ------------------------------------------------------------------------------- | --- | ----------------- | ------- |
| 14. | "Echo" (UK & Japan bonus track)                                                 | Danja, D. Dalton, M. Aracia, Balewa Muhammad, Ezekiel "Zeke" Lewis, Candice Nelson, Patrick "J Que" Smith, C. Harris |                   | 3:38    |
| 16. | "Go Girl" (Japan bonus track)                                                   | Faheem "T-Pain" Najm, David Balfour, J. Cameron, C. Harris                                                           | T-Pain            | 4:30    |
| 17. | "Never Ever" (Mike D Radio Mix) (UK, Australia & Japan bonus track)             | DJ Mike, E. Williams, J. Jones                                                                                       | Young Jeezy       | 4:03    |
| 18. | "Fit Of Love" (Dutch & Italian iTunes Deluxe Edition bonus track)               | Reginald "Syience" Perry, Tawanna "Frankie Storm" Dabney                                                             |                   | 3:18    |
| 19. | "Love Sex Magic" (Electric Bounce Radio Mix) (Japan Deluxe Edition bonus track) | Jason Nevins, The Y’s                                                                                                | Justin Timberlake | 3:12    |
| 20. | "When I" (iTunes Pre-order bonus track, selected releases only)                 | Dreshan "Champ Champ" Smith, Stacy "Stacelette" Barthe                                                               |                   | 4:04    |

### Edycja limitowana
Razem ze standardową listą utworów:
1. "Echo" – 3:38
2. "I’m On" (A.J. Birchett, A.D. Birchett, C. Harris)[4] – 3:56
3. "Go Girl" – 4:25 (Japan only)
4. DVD with exclusive video content.[17]
i. Behind-The-Scenes Footage: Photoshoot, Rehearsals, Recording Studio[17]
ii. The Making of: Go Girl, Never Ever, Love Sex Magic[17]
ii. Music Videos: Go Girl, Never Ever, Love Sex Magic[17]

### Fantasy Ride: The Mini Collection
Strona: iTunes UK
1. "Love Sex Magic" (gośc. Justin Timberlake) – 3:40
2. "Work" (gośc. Missy Elliot) – 4:05
3. "Work" (Pokerface club edit) – 4:08
4. "Goodies" (Featuring T.I. and Jazze Pha) – 4:21
5. "1, 2 Step" (Featuring Missy Elliot) – 3:22
6. "Like a Boy" – 3:56

## Premiery
| Redion          | Wersja                                          | Data           | Wytwórnia         |
| --------------- | ----------------------------------------------- | -------------- | ----------------- |
| Wielka Brytania | Standardowa (download + bonus track)            | 3 maja 2009    | Jive, RCA         |
| Wielka Brytania | Standardowa (Single disc + bonus track)         | 4 maja 2009    | Jive, RCA         |
| Wielka Brytania | Extended (CD + DVD )                            | 3 maja 2009    | Jive, RCA         |
| Ameryka         | Standardowa (single disc) Limitowana (CD + DVD) | 3 maja 2009    | La Face, Zomba    |
| Świat           | Standardowa (single disc) Limitowana (CD + DVD) | 8 maja 2009    | Zomba, Sony Music |
| Japonia         | Standardowa (single disc)                       | 13 maja 2009   | Sony Music Japan  |
| Japonia         | Limitowana (CD + DVD content)                   | 27 maja 2009   | Sony Music Japan  |
| Brazylia        | Standardowa (single disc)                       | 15 maja 2009   | Sony Music        |
| Niemcy          | Standardowa (single disc) Limited (CD + DVD)    | 5 czerwca 2009 | Zomba, Sony Music |